# Adriana Maas
Adriana Maas, född 1702, död 1746, var en nederländsk skådespelare. 
Hon var dotter till snickaren Josua Maas och arbetade som sömmerska innan hon rekommenderades till teatern av skådespelaren Adriana van Tongeren. Hon var engagerad vid Amsterdamse Schouwburg från 1722 till 1746. En av hennes mest berömda roller var titelrollen i Jacoba van Beieren, en tragedi av Jan de Marre (1735). Under 1730-talet beskrevs hon som en av Nederländernas främsta scenartister. Hennes karriär förstördes på grund av hennes alkoholism, då hon uppträdde berusad under en föreställning. 